# Ophionotus victoriae
Ophionotus victoriae är en ormstjärneart som beskrevs av Bell 1902. Ophionotus victoriae ingår i släktet Ophionotus och familjen fransormstjärnor. Inga underarter finns listade i Catalogue of Life.